# Kautsee
Der Kautsee ist ein See der Eggstätt-Hemhofer Seenplatte nördlich des Chiemsees. Er liegt in der Gemeinde Bad Endorf im Landkreis Rosenheim in Oberbayern. Mit einer Fläche von 16,49 ha ist er nach dem Langbürgner See, dem Hartsee, dem Pelhamer See und dem Schloßsee der fünftgrößte der Eggstätter Seen.

## Geographie
Der dreilappige, von Moorbereichen umgebene See liegt in einem 1939 begründeten Naturschutzgebiet in der Eiszerfallslandschaft der früheren Inn- und Chiemseegletscher der Würm-Kaltzeit nördlich des zu ihm entwässernden Schloßsees, und südwestlich des Hartsees, in den er entwässert. Zwischen den drei Seebecken bestehen nur noch seichte Verbindungen, die immer mehr verlanden.

## Geotop
Der Kautsee mit Moor ist vom Bayerischen Landesamt für Umwelt als besonders bedeutendes Geotop (Geotop-Nummer: 187R018) ausgewiesen.